# Karlo Karin
Karlo (Anto) Karin (Gornja Rovna, 1. ožujka 1910. – Sarajevo, 11. studenog 1973.) bio je hrvatski katolički svećenik iz reda franjevaca i crkveni pravnik.

## Životopis
U Franjevački red je ušao 1928. godine. Završio je gimnaziju 1931. godine u Visokom. Filozofsko-teološki studij započeo je na Franjevačkoj bogosloviji u Sarajevu, a završio na Bogoslovnom fakultetu u Zagrebu 1935. godine. Iste je godine zaređen za svećenika.
Poslijediplomski studij i specijalizaciju iz kanonskoga prava završio je u Zagrebu i Fribourgu (1935.–1938.). Doktorirao je tezom „Redovničke župe i župnici redovnici prema sadašnjem crkvenom pravu”.
Službovao je u Šćitu (1935.–1937.), Suhom Polju (1941.) i Bugojnu (1941.–1942.). Bio je odgojitelj sjemeništaraca i profesor u Franjevačkoj klasičnoj gimnaziji u Visokom (1938.–1941.). Od 1942. do 1973. predavao je crkveno pravo na Franjevačkoj teologiji u Sarajevu.
U razdoblju od 1955. do 1961. bio je definitor Provincije Bosne Srebrene. Bio je jedan od suosnivača i tajnik (1950.–1973) Udruženja katoličkih svećenika »Dobri Pastir« čiji je rad podržavala Komunistička partija Jugoslavije. Bio je glavni i odgovorni urednik revije Dobri Pastir (1950.–1973.) te urednik kalendara Dobri Pastir (1951.–1973.).

## Djela
- „Redovničke župe i župnici redovnici prema sadašnjem crkvenom pravu” (Zagreb 1939.)[1]

## Počasti
- Orden bratstva i jedinstva I. reda (1959.)[2]

### Članci
- Lučić, Ivica. 2008. Komunistički progoni Katoličke crkve u Bosni i Hercegovini 1945.-1990. National Security and the Future. Udruga svetog Jurja. Zagreb. 9 (3): 41–72
- Barić, Joško. 2009. Karin, Karlo. Hrvatski biografski leksikon. Zagreb.  journal zahtijeva |journal= (pomoć)